# Charlie Dominici
Pour les articles homonymes, voir Dominici.
Charles Dominici, dit Charlie Dominici, né le 16 juin 1951 dans le quartier de Brooklyn à New York et mort le 17 novembre 2023, est le chanteur du groupe de metal progressif Dream Theater (juste après le départ de Chris Collins) en 1988.
Avec lui, Dream Theater rencontre le succès avec When Dream and Day Unite (Mechanic Records), son premier album en 1989. Il est remplacé par James LaBrie. Il entreprend, par la suite, une carrière solo.

## Discographie

### En solo
- 2005 : O3 A Trilogy pt.1
- 2007 : O3 A Trilogy pt.2
- 2008 : O3 A Trilogy pt.3

### Dream Theater
- 1989 : When Dream and Day Unite

### Franke&Knockouts
- 1981 : Franke&Knockouts